# Casey (rappeuse)
Pour les articles homonymes, voir Casey.
Casey, de son vrai nom Cathy Palenne, née le 28 juin 1975 à Rouen, est une rappeuse auteure-compositrice-interprète française.

## Biographie
Cathy Palenne naît le 28 juin 1975 à Rouen. Elle déménage à l'adolescence au Blanc-Mesnil (Seine-Saint-Denis). Encouragée par son cousin, elle débute dans le rap sous le pseudonyme Casey.
Tout comme ses acolytes du collectif Anfalsh, Casey, d'ascendance martiniquaise, revendique son rap comme étant du rap de fils d'immigrés et non du rap français. Les thèmes les plus souvent abordés dans sa musique sont les problèmes de racisme, les violences policières, ainsi que le passé esclavagiste et colonial de la France. Elle critique en plus ouvertement tout trafic d'influence, notamment sur la bande originale du film homonyme.

### 2006:Ennemi de l'ordre,Hostile au styloetTragédie d'une trajectoire
En 2006, Casey publie trois projets indépendants. Elle publie en premier lieu un maxi intitulé Ennemi de l'ordre, suivi d'un street-CD, Hostile au stylo, en forme de rétrospective sur onze ans de la carrière de Casey incluant 64 chansons dont 10 inédits. Elle publie également son premier album, Tragédie d'une trajectoire, le 27 novembre 2006. L'album comprend un duo avec Ekoué de La Rumeur, On ne présente plus la famille. Casey en profite également pour rapper sur ses origines dans la chanson Chez moi. Il atteint la 180e place des classements français. Elle participe en mars 2007 à l'émission Cultures urbaines sur la chaîne France Culture. Ses morceaux sont régulièrement programmés sur France Inter,, chaîne sur laquelle elle est notamment l'invitée en septembre 2011, avec Bernie Bonvoisin, dans l'émission Sous les étoiles.

### Collaboration avec Zone Libre:L'Angle mortetLes Contes du Chaos
En 2009, Casey joue dans la pièce de théâtre Timon d'Athènes — Shakespeare and Slam, de la metteure en scène Razerka Ben Sadia-Levant. Dans cette adaptation de la pièce de Shakespeare, Timon d'Athènes, en partie rappée et slammée, Casey joue le rôle d'Apemantus, un philosophe cynique et revêche. En 2011, du 22 février au 12 mars, la pièce est rejouée à la Maison des Métallos,. Casey travaille aussi avec le collectif Zone libre, un projet rock qui associe le guitariste Serge Teyssot-Gay, le guitariste de Noir Désir, Marc Sens et Cyril Bilbeaud, le batteur de Sloy. Hamé de La Rumeur et B.James, d'Anfalsh, collaborent également. Le premier album L'Angle mort sort en 2009 et il est suivi d'une tournée en France,. En 2011, le collectif publie un nouvel album, Les Contes du Chaos.

### Libérez la bête(2010) et collectif Asocial Club (2014)
Le 8 mars 2010, Casey sort chez Anfalsh son nouvel album solo, Libérez la bête,,,. L'album est salué par la critique.
Elle participe en 2014 à un nouveau projet collectif appelé Asocial Club, en collaboration avec les rappeurs Al, Prodige et Vîrus, ainsi que DJ Kozi, et cet ensemble aboutit à un album, Toute entrée est définitive. En avril 2016, elle sort un nouveau morceau, Places gratuites, accompagné d'un clip, extrait du film Vers la tendresse de la réalisatrice Alice Diop.
En novembre 2017, elle annonce dans une interview au Bondy Blog que son prochain album traitera notamment plus en détail de son expérience en tant que femme. En avril 2018, elle prête sa voix à Chemou dans la série d'animation Vermin créée par Alexis Beaumont (Les Kassos), Hafid F. Benamar (Platane) et Balak (Lastman, Les Kassos).

### Ausgang (2019)
En 2019, elle fonde avec Marc Sens, ManuSound et Sonny Troupé le groupe Ausgang, dont le premier album Gangrène sort en mars 2020,.
Parallèlement en mars 2019, elle crée avec Virginie Despentes, Béatrice Dalle et le groupe Zëro, sous la houlette de David Bobée, le spectacle Viril au Festival Les Émancipées des Scènes du golfe à Vannes. Le spectacle parcourt les thématiques du féminisme, du racisme, de l'homophobie, de la transphobie. Le spectacle est par la suite joué à Bobino en mars 2020,,.

## Style
Elle est, pour le journaliste Jacques Denis du Monde diplomatique, « un cas à part » au sein d'un rap révolté.

## Discographie

### Albums studio
- 2006 : Tragédie d'une trajectoire
- 2010 : Libérez la bête

### Albums collaboratifs
- 2009 : L'Angle mort (Hamé — Casey — Zone Libre)
- 2011 : Les Contes du Chaos (Zone Libre vs Casey & B. James)

- 2014 : Toute entrée est définitive (dans le collectif Asocial Club)
- 2020 : Gangrène (dans le collectif Ausgang)
- 2023 : ExpéKa (dans le collectif ExpéKa)

### Mixtapes et 1 EP
- 2001 : Que d'la haine, vol. 1 (dans le collectif Anfalsh)
- 2004 : Que d'la haine, vol. 2 (dans le collectif Anfalsh)
- 2005 : Que d'la haine, vol.3 (dans le collectif Anfalsh)
- 2006 :
  - Hostile Au Stylo : Rétrospective /// De 1995 À 2006 (rassemble diverses apparitions de la rappeuse dans des compils, featurings, etc. jusqu'à 2006, servait à promotionner Ennemi de l'ordre)
  - Ennemi de l'ordre (EP)
- 2007 : Représailles Chapitre 1 (dans le collectif Anfalsh)
- 2010 : Libérez la bête EP (6 titres, promotionnels)

## Collaborations
- 1995 : Ligne2mire (sur la mixtape L'Art d'utiliser son savoir)
- 1997 :
  - La parole est mienne (sur la mixtape L 432)
  - 3:30 pour un freestyle (sur la mixtape L 432, avec Ekoué et Polo)
  - Freestyle (sur la mixtape What's the flavor DJ Poska #25)
- 1998 : Tabou (sur l'album Princesses nubiennes des Nubians)
- 1999 :
  - Avant que le silence nous dévore (avec Less du Neuf et MC Jean Gab'1, sur la bande originale du film Trafic d'influence)
  - C'est quoi le dièse ? (sur la mixtape Première classe vol. 1)
  - Quelqu'un (aux côtés de Trade Union) sur la mixtape Indigo version RnB
  - Faites du bruit (sur l'album Tout Saigne de La Clinique)
- 2001 :
  - J'avance (avec La Fouine)
  - La Valse des enragés (sur l'album de Less du Neuf, Le temps d'une vie et aux côtés d'Ekoué)
  - J'élabore (sur le maxi de Sheryo, Ghetto Trip - 1er EP.ZODE aux côtés de Prodige)
  - Pur produit de la crise (sur le maxi La Bande originale aux côtés d'Acto)
  - Les Envieux (présent sur le maxi La Bande originale aux côtés de Sheryo)
- 2002 : Sheryo, Navea, Casey, Prodige (piste 6 sur la mixtape de LIM, Violences urbaines)
- 2003 : Premiers sur le rap (sur le Live à Montreuil de La Rumeur, dernière chanson de l'album)
- 2005 :
  - Terroristes du rap (sur la mixtape Neochrome vol.3, aux côtés de Sheryo, Prodige et Navea)
  - Reconnais le travail (sur la mixtape Narcobeat 2 : règlement de comptes aux côtés de La Rumeur et de Al
  - 1000 efforts (sur la mixtape Juste nous vol. 1 aux côtés de Bunzen)
  - Y a-t-il... (sur l'album de Bams, De ce monde... aux côtés d'Ekoué)
- 2006 : Parité (sur la mixtape Insurrection aux côtés de EXS)
- 2007 :
  - Les bronzés font du rap (Remix) (sur l'album de La Rumeur, Du cœur à l'outrage, par le collectif Anfalsh)
  - On t'extermine (sur la mixtape Industreet aux côtés de Dybo)
  - 97 (sur l'album Da Project, aux côtés de Shaolin)
- 2008 :
  - Mes peines et mon mal (sur la compilation FAT TAF 2 aux côtés de Ekoué)
  - Du karcher au charter (sur Nord Sud Est Ouest d'Ekoué aux côtés de B.James et Prodige)
  - À la pointe de la technologie (sur l'album de Lavage de Cervo)
  - Ça fait mal quand même sur l'album High-tech & Primitif de AL aux côtés de Ekoué (La Rumeur) et AL
  - Héritage sur l'album Instruments De Torture aux côtés de R.D'Elite et Guy-Al MC
- 2009 :
  - All inclusive sur la mixtape Antidote V-1.0 "Soins intensifs" aux côtés de AL
  - Proletaire sur l'album Black List (Zone Interdite) aux côtés de Kapone et Prodige
  - De la Soufrière à la montagne Pelée sur l'album du Bavar & Ekoué (Nord Sud Est Ouest vol.2) aux côtés Du Bavar, Prodige et de B.James
- 2012 : Le silence se fait entendre (premier album de Prodige, Calvaire ; Prodige, Casey & B.James)
- 2013 :
  - Casse d'anthologie (Lavage 2 Cervo feat. Casey)
  - Constat Inquiétant (Casey feat. Shanky)
- 2019-2020 : Viril, mise en scène David Bobée. Lectures musicales de textes féministes et antiracistes avec l'écrivaine Virginie Despentes et l'actrice Béatrice Dalle et la participation du groupe Zëro[30],[31].
- 2023 : Troubles. Lectures musicales de textes féministes et antiracistes avec l'écrivaine Virginie Despentes et l'actrice Béatrice Dalle et la participation du groupe Zëro.

## Filmographie
- 2013 : Les Kassos : Sharon (voix)
- 2018 : Vermin : Chemou (voix)

### Interview
- Dans le magazine Yard, le 5 mai 2017.

### Vidéo
- La Plume et le Bitume : rencontre avec la rappeuse Casey, le 24 mars 2016 à l'École normale supérieure.